# Idaea velutina
Idaea velutina är en fjärilsart som beskrevs av W. Warren 1897. Idaea velutina ingår i släktet Idaea och familjen mätare. Inga underarter finns listade i Catalogue of Life.